# Hyperolius dintelmanni
Hyperolius dintelmanni är en groddjursart som beskrevs av Stefan Lötters och Schmitz 2004. Hyperolius dintelmanni ingår i släktet Hyperolius och familjen gräsgrodor. IUCN kategoriserar arten globalt som starkt hotad. Inga underarter finns listade i Catalogue of Life.